# 2015 en Chine
Cet article présente les faits marquants de l'année 2015 en Chine.

## Évènements
- 1er juin : naufrage de l'Étoile de l'Orient dans le fleuve Yangzi Jiang avec plus de 450 personnes à bord.
- Août : le typhon Soudelor touche la Chine orientale.
- 12 août : les explosions de Tianjin font 173 morts[1].
- 29 octobre : la Chine met fin officiellement à la politique de l'enfant unique.
- 20 décembre : glissement de terrain à Shenzhen.